# 五村镇
五村镇，是中华人民共和国广西壮族自治区百色市田阳区下辖的一个乡镇级行政单位。

## 行政区划
五村镇下辖以下地区：
五村、濑贡村、陇华村、大言村、达巴村、敢示村、大路村、桥马村、百宙村、大列村、巴浪村、定夜村、康华村、天阳村、雷圩村、伏王村、弄里村、驮逢村、巴某村和百谷村。